# Пай
Паят (на руски: пирог, на френски: tourte) е печено ястие, което обикновено се прави от тесто за сладкиши и съдържа пълнеж от различни сладки или солени съставки. Сладките пайове могат да се пълнят с плодове (ябълков пай), ядки (пай с орехи), кафява захар (захарен пай), подсладени зеленчуци (пай с ревен) или с по-дебели пълнежи на базата на яйца и млечни продукти (както в пая с яйчен крем и крем пай). Пикантните пайове могат да се пълнят с месо (пай с пържоли или ямайски пай), яйца и сирене (quiche) или смес от месо и зеленчуци (pot pie – „пай гърне“).